# Heinz Schubert (actor)
Heinz Schubert (Berlín, 12 de noviembre de 1925-Hamburgo, 12 de febrero de 1999) fue un actor, profesor de arte dramático y fotógrafo de nacionalidad alemana, conocido sobre todo por su papel de Alfred Tetzlaff en la sitcom alemana Ein Herz und eine Seele.

## Biografía
Nacido en Berlín, Alemania, era hijo de un sastre. Durante la Segunda Guerra Mundial fue hecho prisionero mientras formaba parte de la Volkssturm. Tras su liberación, se formó en una escuela de arte dramático.
En 1951, Bertolt Brecht le pidió personalmente formar parte de su compañía teatral, Berliner Ensemble, en la que Schubert permaneció hasta la construcción del Muro de Berlín en 1961. A partir de entonces Schubert trabajó en teatros de Alemania Occidental (en Múnich, Hamburgo, Stuttgart y Berlín) y enseñó arte dramático, siendo recompensado en 1985 con una cátedra en la Hochschule für Musik und Theater de Hamburgo.
En 1958 Schubert también empezó a trabajar para el cine, al principio actuando para producciones de Deutsche Film AG, siendo uno de sus papeles el de Schweizerkas, personaje del drama de Brecht Madre Coraje y sus hijos que había interpretado originalmente con la Berliner Ensemble. También actuó en cuentos de hadas y en la serie de cortos de la DEFA Das Stacheltier. Además, a partir de 1961 trabajó en la televisión de Alemania Occidental.
En 1973 Schubert obtuvo el papel por el cual es mejor recordado, el de Ekel Alfred en la satírica serie televisiva de la ARD Ein Herz und eine Seele, escrita por Wolfgang Menge. La serie se basaba en una producción televisiva británica, Till Death Us Do Part, de Johnny Speight. Los temas tratados y el lenguaje utilizado consiguieron una gran audiencia. 
Schubert fue capaz de interpretar un gran número de papeles aparte del que le dio la fama. Esto lo demostró con su alabado personaje de Hadschi Halef Omar en la serie televisiva de 26 episodios de la ZDF Kara Ben Nemsi Effendi (1973/1975), basada en los libros de Karl May, y con su actuación en filmes como Der starke Ferdinand y Hitler – Ein Film aus Deutschland, cinta en la cual encarnaba a Hitler y a Heinrich Himmler. Schubert también actuó junto a Michael Caine en la película británica de espionaje Funeral in Berlin.
Entre sus numerosas actuaciones televisivas figura su detective privado Fetzer en Detektivbüro Roth y el Dr. Fink en el telefilm de ZDF Der große Bellheim. En 1996 volvió a ser protagonista en una serie de Wolfgang Menge, de nuevo bajo una idea de Johnny Speight, encarnando a Viktor Bölkhoff en Mit einem Bein im Grab. 
Además de actor, Schubert también fue fotógrafo. Es especialmente conocido por sus fotografías de escaparates y maniquíes, trabajo mostrado en la exposición documenta 6 celebrada en Kassel en 1977. En 1979 publicó un libro con esas fotografías, Theater im Schaufenster.
Heinz Schubert recibió varios premios, entre ellos el Verleihung der Goldenen Kamera en 1993 y el Premio Adolf Grimme en 1994. Él falleció a causa de una neumonía el 12 de febrero de 1999 en Hamburgo, Alemania. Fue enterrado en el Cementerio de Wenningstedt-Braderup. Su esposa Ilse Schubert murió el 13 de octubre de 2017.

## Filmografía (selección)
- 1957 : Katzgraben
- 1958 : Die Mutter
- 1958 : Die Geschichte vom armen Hassan
- 1958 : Das Feuerzeug
- 1958 : Meine Frau macht Musik
- 1959 : Sie nannten ihn Amigo
- 1961 : Der Mann mit dem Objektiv
- 1961 : Italienisches Capriccio
- 1961 : Mutter Courage und ihre Kinder
- 1962 : Auf der Sonnenseite
- 1963 : Meine Tochter und ich
- 1963 : Vorsätzlich (telefilm)
- 1964 : Emil and the Detectives
- 1964 : Doktor Murkes gesammeltes Schweigen (telefilm)
- 1965 : Das Kriminalmuseum (serie TV), episodio Die Brille
- 1966 : Funeral in Berlin
- 1966 : Der Mann mit der Puppe (telefilm)
- 1967 : Tätowierung
- 1969 : Tatort (serie TV), episodio Exklusiv!
- 1970 : Die seltsamen Methoden des Franz Josef Wanninger (serie TV), episodio Zeugen gesucht
- 1971 : Das Messer (miniserie TV)
- 1973 : Die Kriminalerzählung (serie TV)
- 1973–1976 : Ein Herz und eine Seele (serie TV)
- 1973 : Kara Ben Nemsi Effendi (serie TV)
- 1975 : Der starke Ferdinand
- 1977 : Polizeiinspektion 1 (serie TV), episodio Der Zamperlfänger
- 1978 : Zwei himmlische Töchter (serie TV)
- 1978 : Hitler, ein Film aus Deutschland
- 1982 : Feine Gesellschaft – beschränkte Haftung
- 1982 : Konrad aus der Konservenbüchse
- 1983 : Ein Fall für zwei (serie TV), episodio "Die große Wut des kleinen Paschirbe"
- 1986 : Detektivbüro Roth (serie TV)
- 1991 : Stein und Bein (telefilm)
- 1992 : Liebe auf Bewährung (miniserie TV)
- 1993 : Der Fall Lucona
- 1993 : Der große Bellheim (miniserie TV)
- 1993 : Tatort (serie TV), episodio Deserteure
- 1994 : Zwei alte Hasen (serie TV)
- 1995 : Tatort (serie TV), episodio Eine mörderische Rolle
- 1996/1997 : Mit einem Bein im Grab (serie TV)
- 1997 : Großstadtrevier (serie TV), episodio Der Praktikant
- 1998 : Silberdisteln (telefilm)

## Radio (selección)
- 1980 : Das Geheimnis der drei englischen Silberschalen
- 1989 : Der zwiefache Mann – NDR
- 1990 : Paul Hengge: Ein Pflichtmandat, dirección de Robert Matejka (Rundfunk im amerikanischen Sektor)
- 1993 : Pettersson und Findus: Pettersson zeltet / Aufruhr im Gemüsebeet
- 1993 : Pettersson und Findus: Eine Geburtstagstorte für die Katze / Armer Pettersson
- 1993 : Pettersson und Findus: Pettersson kriegt Weihnachtsbesuch / Ein Feuerwerk für den Fuchs
- 1998 : Letzte Runde von Graham Swift – WDR
- 1999 : Der Zauberer von Oz